# 할스텐
할스텐(스웨덴어: Halsten, 1050년경 ~ 1081년 이후) 또는 할스텐 스텡킬손(스웨덴어: Halsten Stenkilsson)은 스웨덴의 국왕(재위: 1067년경 ~ 1070년경, 1079년경 ~ 1081년 이후)이다. 스텡킬가 출신이다.

## 생애
1066년 스텡킬 국왕이 사망하면서 2명의 에리크(에리크와 에리크)가 스웨덴의 왕위 경쟁에 나섰다. 아담 폰 브레멘이 쓴 문서인 《함부르크 주교들의 사적》에 따르면 할스텐은 2명의 에리크가 1067년에 사망하면서 스웨덴의 국왕으로 즉위했지만 얼마 지나지 않아서 왕위에서 물러났다고 한다.
1079년경 호칸 뢰데(붉은 호칸) 국왕이 사망하면서 자신의 형제인 잉에 1세와 함께 스웨덴의 공동 군주가 되었다. 1081년에는 교황 그레고리오 7세가 잉에와 할스텐 형제가 스웨덴의 공동 군주를 역임하는 것을 지지하는 편지를 보내기도 했다. 아이슬란드의 사가인 《헤르보르와 헤이드레크의 사가》에서도 스웨덴의 공동 군주를 역임했던 잉에와 할스텐 형제가 등장한다. 잉에 2세, 필리프 국왕의 아버지이기도 하다.
| 전임 에리크와 에리크 | 스웨덴의 국왕 1067년경 ~ 1070년경 | 후임 호칸 뢰데 (예탈란드의 군주) 아눈드 고르스케 (스베알란드의 군주) |

| 전임 호칸 뢰데 | 스웨덴의 국왕 1079년경 ~ 1081년 이후 잉에 1세와 공동 군주 (1079년 ~ 1081년 이후) | 후임 잉에 1세 (예탈란드의 군주) 블로트 스벤 (스베알란드의 군주) |